# Badminton 1945
Höhepunkt des Badmintonjahres 1945 waren die French Open, welche nach dem Ende des Zweiten Weltkrieges mit internationaler Beteiligung stattfanden. Skandinavien, Indien und Frankreich waren die Zentren der Sportart nach Kriegsende.
==Internationale Veranstaltungen ==
| Veranstaltung | Herreneinzel | Dameneinzel   | Herrendoppel                | Damendoppel                    | Mixed                        |
| ------------- | ------------ | ------------- | --------------------------- | ------------------------------ | ---------------------------- |
| French Open   | Ozzie Hilton | Yvonne Girard | Ozzie Hilton Jacques Rozier | Yvonne Girard Madeleine Girard | Ozzie Hilton Claude Carvallo |

==Nationale Meisterschaften==
| Veranstaltung | Herreneinzel    | Dameneinzel     | Herrendoppel                     | Damendoppel                     | Mixed                       |
| ------------- | --------------- | --------------- | -------------------------------- | ------------------------------- | --------------------------- |
| Dänemark      | Tage Madsen     | Tonny Olsen     | Tage Madsen Carl Frøhlke         | Marie Ussing Jytte Thayssen     | Jan Schmidt Jytte Thayssen  |
| Indien        | Devinder Mohan  | Tara Deodhar    | Khandu M. Ranganekar Dattu Mugwe | Frenee Talyarkhan Mumtaj Chinoy | Prakash Nath Sunder Deodhar |
| Schweden      | Hasse Petersson | Carin Stridbäck | Nils Jonson Anders Salén         | Elsy Killick Amy Pettersson     | Olle Wahlberg Thyra Hedvall |